# Thecla color
Thecla color är en fjärilsart som beskrevs av Druce 1907. Thecla color ingår i släktet Thecla och familjen juvelvingar. Inga underarter finns listade i Catalogue of Life.